# Нэнси Кэрролл
Нэнси Кэрролл (англ. Nancy Carroll, 19 ноября 1903 — 6 августа 1965) — американская актриса.

## Биография
Нэнси Кэрролл, урождённая Энн Вероника Лахифф (англ. Ann Veronica Lahiff) родилась в Нью-Йорке. Актёрскую карьеру она начала с участия в бродвейских мюзиклах. С 1927 года она начала регулярно появляться в немых фильмах, а кинокартина 1928 года «Легко пришло, легко ушло» сделала Нэнси Кэрролл звездой. Благодаря успеху в мюзиклах на Бродвее, ей легко удалось перейти в звуковой кино. За роль в одном из первых таких фильмов, «Праздник дьявола» в 1930 году, актриса получила номинацию на премию «Оскар».
В 1930-е годы Кэрролл блистала на «Paramount Pictures», появившись в картинах «Смех» (1930), «Недопетая колыбельная» (1932), «Жаркая суббота» (1932) и «Обвиняемая» (1933). Согласно её контракту со студией, актриса могла отказываться от непонравившихся ей ролей, что она собственно часто и делала, заслужив тем самым репутацию, капризной и неподатливой актрисы. В итоге студия не стала её долго терпеть и в середине 1930-х разорвала с ней контракт, несмотря на то, что Кэрролл была одной из самых популярных актрис начала десятилетия, пользовавшейся большой похвалой со стороны критиков и публики, и успешно справлялась с ролями, как в музыкальных комедиях, так и в драмах и мелодрамах. После этого Кэрролл подписала четырёхлетний контракт с «Columbia Pictures», но все последовавшие фильмы на этой студии уже не принесли ей никакого успеха.
Видя свои неудачи на большом экране, в 1938 году Нэнси Кэрролл покинула кинематограф. В начале 1950-х годов она возродила свою актёрскую карьеру на телевидении, где продолжала работать до 1963 года, снимаясь в различных телесериалах. Актриса также попыталась возродить свою театральную карьеру, но в этом направлении её постигла неудача. Вскоре после этого, 6 августа 1965 года, Нэнси Кэрролл скончалась от сердечного приступа в возрасте 61 года. Её вклад в кинематограф был отмечен звездой на Голливудской аллея славы.